# Красна (Хеб)
Красна (чеш. Krásná) је насељено мјесто са административним статусом сеоске општине (чеш. obec) у округу Хеб, у Карловарском крају, Чешка Република.

## Географија
Налази се око 25 км сјеверозападно од Хеба, на надморској висини од 643 м. Красна је најзападнија тачка Чешке Републике.

## Становништво
Према подацима о броју становника из 2014. године насеље је имало 519 становника.